# أسير العيون (فلم)
أسير العيون هو فيلم مصري تم إنتاجه عام 1949، تأليف أبو السعود الإبياري وبيرم التونسي ومحمد الكحلاوي وإخراج إبراهيم حلمي و بطولة محمد الكحلاوي وليلى فوزي.

## قصة الفيلم
محمد (محمد الكحلاوي) شاب بدوي متعلم يعيش حياة اللهو والصيد ومغازلة بنات الحي يتقاتل مع فارسة (ليلى فوزي) جميله ذات عينين رائعتين تأسره بهما ويقع في حبها وتبادله الإعجاب ويتعاهدا على الوفاء وتخبره أنها من قبيلة بني بكر ثم تتركه راحله بعد أن تعطيه خنجرا مكتوب عليه طالب الهوى. يستاء والد محمد (محمد مصطفى) ووالدته (عزيزة بدر) من حياة اللهو التي يعيشها ويأمرانه بالسفر إلى القاهرة للتجارة وبالفعل يصطحب معه عم عثمان (علي الكسار) ويسافر حيث يقطن في مسكن يملكه سيكا (عزيز عثمان) صاحب فرقة غنائية وزوجته أم عصفور (ماري منيب) وابنه عصفور (محمد جنيدي) ومعهم الراقصة وجدان (حورية محمد). عمل محمد بالتجارة نهارا ونجح وكان مساءاً يعمل مع فرقة سيكا بالغناء وحاولت وجدان الراقصة أن توقعه في حبائلها ولكنه كان وفياً لذات العينين الجميلتين ليلى. استطاعت وجدان أن تستدرجه إلى منزلها مدعية المرض وساعدتها خادمتها بلحه (زينات صدقي) وحضر جمعه أبو حجر (عبد الحميد زكي) عشيق وجدان وحدثت بينهما عدة مفارقات. حاولت وجدان ملاحقته تليفونيا ولكنه كان دائماً يصدها. يصل خطاب لمحمد يخطره بضرورة الحضور فورا فيصفي أعماله ويعود للبدو حيث يأمره والده بضرورة زواجه فيخبره أنه تعاهد مع فتاة من بني بكر على الزواج وسوف يرحل إلى ديارها لطلبها من والدها الشيخ بكر (إبراهيم حشمت). وبالفعل يصل إلى ديار بنى بكر ويطلب يدها ولكنها تخبره أنها لن تتزوج إلا فارس أشجع منها وأقوى منها وأمهر منها في السيف وهذا هو مهرها وتقدم ابن عمها زياد (محمد الديب) لمبارزتها فهزمته وتقدم محمد وانتصر عليها وخطبها ودعا أهله وأصدقاءه من مصر. ولكن زياد تآمر عليهم متعاونا مع كهرمانة (زكية إبراهيم) خادمة ليلى التي استدرجتها إلى زياد حيث أسرها في مغارة الجان وفي نفس الوقت أطلق أحد أعوان زياد (شلاضيمو) النار على محمد فأصابه في كتفه. وعندما ذهب عصفور للبحث عن ليلى تم أسره. ضغط الشيخ بكر على كهرمانه حتى اعترفت بالمؤامرة التي دبرها زياد واخبرتهم بمكانها فما كان من سيكا وأم عصفور ومعهم محمد وعثمان وباقى القبيلة إلا أن توجهوا إلى مغارة الجان وتم فتحها والتغلب على زياد وعصابته وفك أسر ليلى وعصفور وتزوج محمد من ليلى.

## فريق العمل
إخراج: إبراهيم حلمي
تأليف:
- أبو السعود الإبياري
- بيرم التونسي
- محمد الكحلاوي

إنتاج: أفلام الكحلاوي
بطولة:
- محمد الكحلاوي
- ليلى فوزي
- علي الكسار
- حورية محمد
- عزيز عثمان
- ماري منيب
- محمد الجنيدي
- إبراهيم حشمت
- زينات صدقي
- محمد الديب
- زكية إبراهيم
- شلاضيمو
- عبد الحميد زكي
- محمد مصطفى

## روابط خارجية
- مقالات تستعمل روابط فنية بلا صلة مع ويكي بيانات